# Pentagram (álbum de Pentagram)
Pentagram es el primer álbum recopilatorio de la banda de metal chilena Pentagram, lanzado de manera independiente primero en Chile en 2000, y dos años después en Países Bajos como un LP de edición limitada de 500 copias en formato de vinilo. Fue el primer álbum que lanzó la agrupación luego de su último demo de 1991 titulado White Hell, y está conformado por canciones de estudio y en vivo grabadas en 1987.
En abril de 2008, la edición chilena de la revista Rolling Stone situó a este álbum como el 47.º mejor disco chileno de todos los tiempos.

## Canciones

### Versión en CD
| Pentagram |                          |          |  |
| N.º       | Título                   | Duración |  |
| 1.        | «Fatal Predictions»      | 5:07     |  |
| 2.        | «Demoniac Possession»    | 4:11     |  |
| 3.        | «Spell Of The Pentagram» | 6:20     |  |
| 4.        | «The Malefice»           | 4:18     |  |
| 5.        | «Profaner»               | 6:02     |  |
| 6.        | «Temple Of Perdition»    | 6:19     |  |

| Bonus track |                                 |          |  |
| N.º         | Título                          | Duración |  |
| 7.          | «Demoniac Possession» (En vivo) | 4:25     |  |
| 8.          | «Profaner» (En vivo)            | 6:02     |  |
| 42:44       |                                 |          |  |

- Canciones 1 a 3 previamente lanzadas en Demo I y grabadas en enero de 1987, en Nacofon Studio, Santiago, Chile.
- Canciones 4 a 6 previamente lanzadas en Demo II y grabadas en septiembre de 1987 en EyM Studios, Santiago, Chile.
- Canciones 7 a 8 grabadas en vivo el 7 de noviembre de 1987 en Manuel Plaza, Santiago, Chile.[1]

### Versión LP
| Lado A |                                 |          |  |
| N.º    | Título                          | Duración |  |
| 1.     | «Fatal Predictions»             | 5:07     |  |
| 2.     | «Demoniac Possession»           | 4:11     |  |
| 3.     | «Spell Of The Pentagram»        | 6:20     |  |
| 4.     | «Demoniac Possession» (En vivo) | 4:25     |  |
| 20:03  |                                 |          |  |

| Lado B |                       |          |  |
| N.º    | Título                | Duración |  |
| 1.     | «The Malefice»        | 4:18     |  |
| 2.     | «Profaner»            | 6:02     |  |
| 3.     | «Temple Of Perdition» | 6:19     |  |
| 4.     | «Profaner» (En vivo)  | 6:02     |  |
| 22:41  |                       |          |  |

## Créditos
Pentagram
- Bajo – Alfredo Peña, Anton Reisenegger (canciones 1-3)
- Batería – Eduardo Topelberg
- Guitarra rítmica – Juan Pablo Uribe
- Voz, Guitarra líder – Anton Reisenegger

Otros
- Diseño - Fernando Mujica
- Ingeniero – Álvaro León (canciones 1-6)
- Remasterización (edición digital) – Cristian Rodríguez[1]